# 1468
1468 (MCDLXVIII) fue un año bisiesto comenzado en viernes del calendario juliano.

## Acontecimientos
- 18 de septiembre - Firma del Tratado de los Toros de Guisando entre Enrique IV de Castilla y su hermana la infanta Isabel.

## Nacimientos
- 29 de febrero - Paulo III, papa italiano.
- Guillaume Budé, intelectual francés.

## Fallecimientos
- Moctezuma I, rey azteca.
- Johannes Gutenberg, inventor de la imprenta.
- Joanot Martorell, autor del libro Tirant lo Blanch.
- Gjergj Kastriot, héroe Albano que lideró a la resistencia contra el Imperio Otomano.